# 布莱斯·达拉斯·霍华德
布莱斯·达拉斯·霍华德（英語：Bryce Dallas Howard，1981年3月2日—）是一位美国电影演员、作家、导演，导演朗·侯活的亲生女儿。

## 經歷

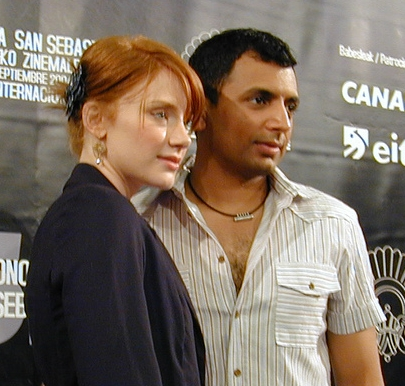
布萊斯·達拉斯·霍華德 和M. 奈特·沙馬蘭 出席《村莊》的西班牙首映式（聖塞巴斯蒂安國際電影節）。

她的首次演出是在父亲的1989年电影上，在接下来的几年中继续有小角色的演出。在这段时间中，她也就讀纽约大学的提斯克艺术学院，之后則就讀戏剧学校。後來印度导演奈特·沙马兰注意到她，她在一些电影中取得突破，如《灵异村》（2004年电影）、2006年的《水中女妖》，但也獲得商业上的失败。她在《皆大欢喜》（2006年）中的演出使赢得了2008年金球奖提名。　　
霍华德变得更让观众广为人知的電影是2007年的《情人节》，还有在2007年的电影《蜘蛛侠3》饰演漫画角色關·史黛西和《吸血新世紀3：月蝕傳奇》（2010年）饰演一个吸血鬼维多利亚。她最成功的电影是与克里斯汀·贝尔合作的《魔鬼終結者：未來救贖》（2009年）飾演約翰·康納的妻子凱特·康納，但是这三部電影获得新闻界的评价不一。
2015年，作為大熱座電影《侏羅紀世界》的女主角，她的名氣得到了前所未有的上升。
2018年，她繼續演繹續作——《侏羅紀世界：隕落國度》。

## 電影
| 年份 | 片名                     | 角色                                                         | 備註                                         |
| ---- | ------------------------ | ------------------------------------------------------------ | -------------------------------------------- |
| 2004 | 《愛情課業》             | Heather                                                      |                                              |
| 2004 | 《陰森林》               | Ivy Elizabeth Walker                                         |                                              |
| 2005 | 《命運變奏曲》           | Grace Margaret Mulligan                                      |                                              |
| 2006 | 《水中女妖》             | 絲朵莉（Story）                                              |                                              |
| 2006 | 《皆大歡喜》             | 羅莎琳德（Rosalind）                                         | 提名-第65屆金球獎最佳迷你影集/電視電影女主角 |
| 2007 | 《蜘蛛人3》              | 關·史黛西                                                    |                                              |
| 2008 | 《淚灑金色豪門》         | Fisher Willow                                                |                                              |
| 2009 | 《魔鬼終結者：未來救贖》 | 凱特·康納（Kate Connor）                                     |                                              |
| 2010 | 《暮光之城：蝕》         | 維多利亞·薩瑟蘭（Victoria Sutherland）                       |                                              |
| 2010 | 《生死接觸》             | Melanie                                                      |                                              |
| 2011 | 《姊妹》                 | 希莉（Hilly Holbrook）                                       |                                              |
| 2011 | 《活個痛快》             | Rachael                                                      |                                              |
| 2015 | 《侏儸紀世界》           | 克萊兒·戴寧（Claire Dearing）                                |                                              |
| 2015 | 《Soul Mates》           | —                                                            | 短片，擔任作家和導演                         |
| 2016 | 《尋龍傳說》             | 葛瑞絲（Grace）                                              |                                              |
| 2016 | 《金爆內幕》             | 凱（Kay）                                                    | 提名-土星獎最佳電影女配角                    |
| 2017 | 《McLaren》              | 她自己                                                       | 紀錄片                                       |
| 2018 | 《侏羅紀世界：殞落國度》 | 克萊兒·戴寧（Claire Dearing）                                |                                              |
| 2019 | 《為了與你相聚》         | Bella                                                        | 配音                                         |
| 2019 | 《火箭人》               | Sheila Dwight                                                |                                              |
| 2022 | 《侏羅紀世界：統霸天下》 | 克萊兒·戴寧（Claire Dearing）                                |                                              |
| 2024 | 《機密特務：阿蓋爾》     | 特工瑞秋·凱爾／艾莉·康威（Agent Rachel Kylle / Elly Conway） |                                              |

## 電視劇
| 2016年      | 《黑鏡》第三季：急轉直下Nosedive | 蕾西(Lacie)                              |  |
| 2019-2020年 | 《曼達洛人 (電視劇)》            | 导演，第四章：庇護所，第十一章：女繼承人 |  |